# ハッキング (ラグビー)
ハッキング（英: Hacking）は、初期のラグビーフットボールにおける戦術の名前である。現在のラグビーの試合では禁止されている。この戦術は相手選手の脛を蹴ることによって相手を転ばせる行為を含んだ。ハッキングをめぐる論争によって結局ラグビーフットボールとアソシエーションフットボール（サッカー）が分裂した。
英語のhackは「たたき切る」などの意味。

## 歴史
イングランドのフットボール競技におけるハッキングの慣習は長年存在し、いくつかのフットボールコードがハッキングを廃止した1800年代までは、ラグビーだけに限られていなかった。ハッキングは、ボールキャリアをグラウンドに設置させるために方法としてラグビーで使われ、そこでは、ラックへの1人目のの選手をハックすることも合法だった。審判が導入される前のラグビーではしばしば、ハッキングはオフサイドの選手を懲らしめる方法としても使われた。
フットボールの数多くの規則の違いのため、フットボールの統一規則を作成するために1863年に会合が開かれた。主な不一致は、新聞におけるハッキングの暴力性に関する苦情を受けてこれらの統一規則でハッキングを禁止しようと試みた時に起こった。ブラックヒースFCのフランシス・モール・キャンベルはハッキングが競技の一部であり、ハッキングを除外することは「ゲームでの勇気も気力もすべて追い払うでしょうし、私は多くのフランス人を連れてきて、1週間の練習であなた方を打ち負かすでしょう」と主張した。キャンベルはハッキングの維持を目指して数多くの修正案を提示した。ハッキングを規則に含めることを強く主張したキャンベルの修正案が却下された結果として、キャンベルはブラックヒースをフットボール協会の会合から退場させた。これによってラグビーとサッカーとの間の分裂が起きた。

### 廃止
ラグビーの一部としてハッキングを残すことへのキャンベルの強い支持にもかかわらず、数年の間に多数のクラブがハッキングを禁止し始め、ブラックヒースとリッチモンドはそれぞれ1865年と1866年にハッキングを禁止した。1871年、ラグビークラブはラグビーフットボール連合を結成し、規則で許されていたハッキングの全ての文言は最終的に削除された。一部のラグビークラブはRFUの結成後もハッキングの維持を強く主張した。その結果として、ラグビーが考案されたラグビー校はハッキングの禁止を拒絶したため1890年までRFUに加わることができなかった。2019年現在のラグビーユニオン競技規則の下では、第9条第12項でハッキングは禁止されている。